# Madison Rayne
Ashley Simmons (Columbus, 5 de fevereiro de 1986) é uma lutadora de wrestling profissional norte-americana. Trabalha para a Total Nonstop Action Wrestling com o nome no ringue Madison Rayne, onde foi por cinco vezes campeão feminina das knockouts.

## Carreira
- Ohio Championship Wrestling
- Shimmer Women Athletes
- Total Nonstop Action Wrestling

## No wrestling
- Finishing moves
  - DDT[1]
  - Dys–Lexi–a (Reverse STO)[1][2][3]
  - Running big boot[1][3]
- Signature moves
  - Arm drag, sometimes as a wheelbarrow bodyscissors counter[3]
  - Calf kick[3]
  - Diving crossbody[3]
  - Lexi–canrana[1] / Hurricanrana,[1][3] sometimes to an oncoming opponent[1][3]
- Com Nevaeh
  - Finishing moves
    - Curse of Curves (STO (Nevaeh) / Running big boot (Lane) combination)
    - Double lifting DDT

  - Signature moves
    - Double hip toss
    - Double superkick
- Com Velvet Sky
  - Double straight jacket sleeper slam
- Managers
  - The Beautiful People
- Nicknames
  - "Sexy Lexi"[1][2][3]
- Música de entrada
  - "The Curse of Curves" por Cute Is What We Aim For (Shimmer)
  - "Misery Business (com The Curse of Curves intro)" por Paramore (Shimmer / ROH)
  - Amazing por Dale Oliver (TNA)
  - "Angel on My Shoulder" por Dale Oliver (com The Beautiful People)

## Campeonatos e prêmios
- Ohio Championship Wrestling
  - OCW Women's Championship (2 vezes)[1][4]
- Pro Wrestling Illustrated
  - PWI ranked her #19 of the best 50 female singles wrestlers in the PWI Female 50 in 2009[5]
- Shimmer Women Athletes
  - Shimmer Tag Team Championship (1 vez) – com Nevaeh[1][6]
- Total Nonstop Action Wrestling
  - TNA Knockout Tag Team Championship (2 vezes) - com Lacey Von Erich e Velvet Sky (1) e Gail Kim (1)
  - TNA Knockouts Championship (Lista de campeãs das Knockouts da Impact Wrestling5 vezes]])